# Ad usum Delphini

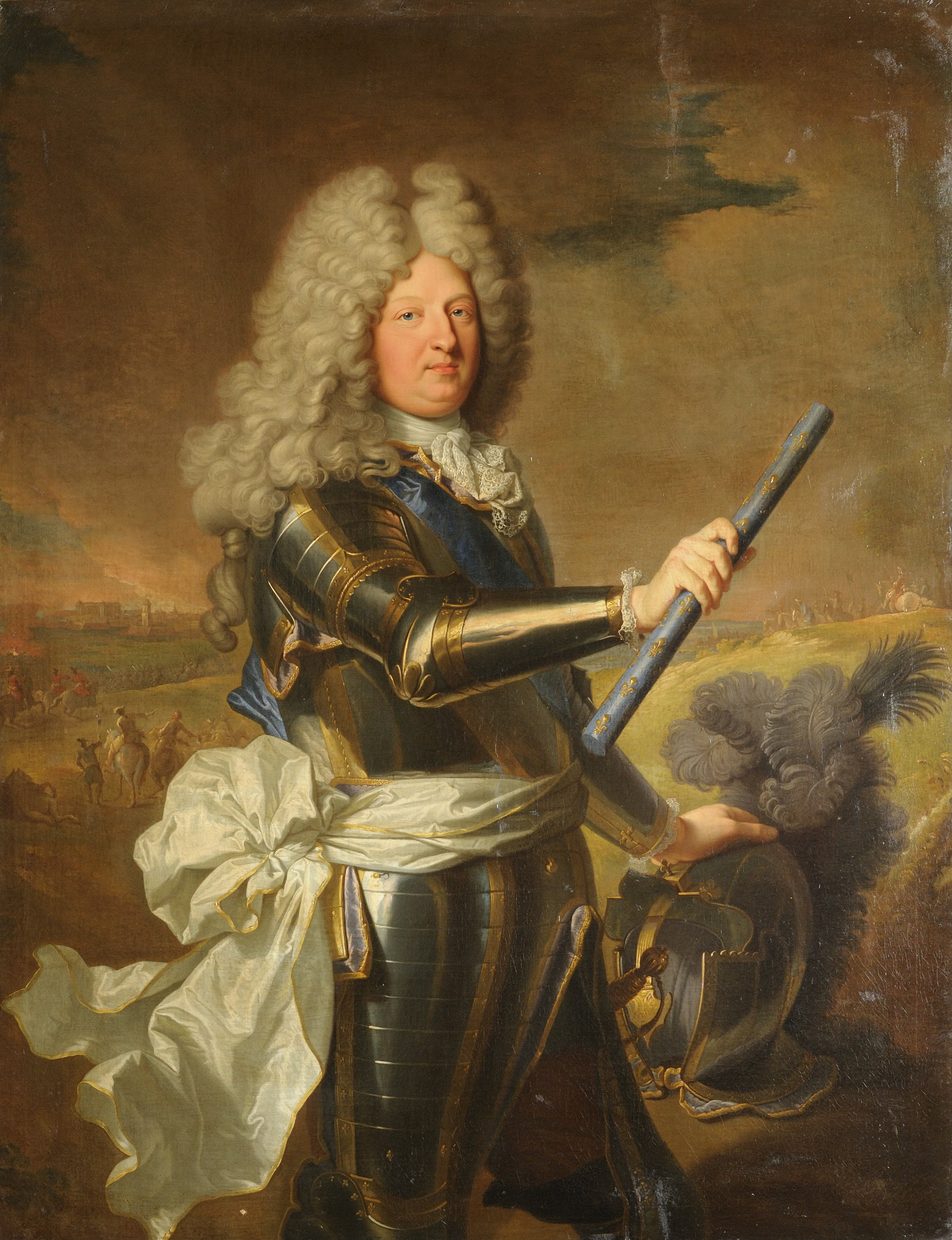
Delfín Luis de Francia.

La fórmula latina ad usum Delphini significa ‘para uso del delfín’. También se utilizó la variante in usum serenissimi Delphini ("para uso del serenísimo Delfín").
Se trataba de una colección de clásicos griegos y latinos destinados a la educación del hijo del rey Luis XIV de Francia que se creó por iniciativa del duque de Montausier. Esta fórmula se hallaba estampada en la cubierta de los textos clásicos, textos a los que se había suprimido cualquier pasaje considerado escabroso o inapropiado para el joven delfín por mostrar sexualidad o extrema violencia; el texto de tales pasajes quedaba modificado para eliminar las menciones indeseadas. La colección consta de 64 volúmenes aparecidos entre 1670 y 1698. 
Víctimas de esta censura fueron autores clásicos como Homero, Aristófanes, Plauto, Terencio, Ovidio, Juvenal, Marcial y hasta el texto del Antiguo Testamento. Incluso el insigne dramaturgo Jean Racine llegó a ser censurado en esta colección. Por ejemplo, compárese este original de la Esther de Racine con la versión inferior ad usum Delphini:
«Lorsque le roi, contre elle enflammé de dépit, / la chassa de son trône ainsi que de son lit». «"Cuando el rey, contra ella inflamado de ira / la arrojó de su trono y también de su lecho" »
«Lorsque le roi contre elle irrité sans retour, / la chassa de son trône ainsi que de sa cour». «"Cuando el rey, contra ella irritado sin remedio / la arrojó de su trono y también de su corte"»
La colección comprendía 64 volúmenes impresos entre 1670 y 1698 por orden del preceptor del Delfín, Charles de Sainte-Maure, duque de Montausier, bajo la supervisión del clérigo Jacques Bénigne Bossuet y el humanista Pierre-Daniel Huet. Los textos así expurgados se tornaron bastante conocidos y fueron luego reimpresos y utilizados en las escuelas de Francia y en cualquier contexto donde se buscara presentar los clásicos literarios grecorromanos a lectores jóvenes. Hoy en día se utiliza la expresión latina en sentido peyorativo, para señalar una obra adaptada con el objetivo de que sea accesible a todos los públicos y, por extensión, en el caso de publicaciones expurgadas, revisadas o adecuadas con fines no muy claros.

## Citas y referencias
1. ↑  «Diccionario Karten Ilustrado» impreso en Perú (1981)

- PDFs of Ad Usum editions Archivado el 6 de octubre de 2021 en Wayback Machine. (DEAD LINK) (Versiones del siglo 19 publicadas por A. J. Valpy y Nicolaus Eligius Lemaire)
- Delphin Classics en la Encyclopaedia Britannica

- Datos: Q286568